# Douglas Bastos
 Douglas Correia Bastos  (Porto Alegre, 22 de março de 1995) é um voleibolista indoor brasileiro, atuante na posição de Central e que desde as categorias de base recebe convocação para representar o país através da Seleção Brasileira, pela qual conquistou no Equador ,  categoria infantil,  a medalha de ouro no Campeonato Sul-Americano de 2011  e na categoria infanto-juvenil obteve o título do Campeonato Sul-Americano de 2012 no Chile.

## Carreira
Douglas desde as categorias de base recebe convocado para Seleção Brasileira ,  a defendeu na categoria infantil quando disputou o Campeonato Sul-Americano de 2011 em Guayaquil-Equador, conquistando o ouro na estreia da competição para esta categoria.
Defendeu a Sogipa na temporada 2012-13, sendo convocado para a seleção brasileira novamente, desta vez na categoria infanto-juvenil, disputando o Campeonato Sul-Americano de  2012 realizado em Santiago-Chile, conquistando o ouro para o país que já completava duas edições consecutivas sem conquistar o título e manter a hegemonia continental.
Em 2013 assinou contrato com o Sesi-SP passando a defendê-lo a partir de então.

## Clubes
| Clube   | País   | De   | Até   |
| Sogipa  | Brasil | 2012 | 2013  |
| Sesi-SP | Brasil | 2013 | Atual |

## Títulos e Resultados
[carece de fontes?]

## Premiações Individuais
- Melhor Atacante do Campeonato Sul-Americano Infanto-Juvenil de 2012[1]
- Melhor Bloqueador do Campeonato Sul-Americano Infanto-Juvenil de 2012[1]